# فرانك سيمز
فرانك سيمز (بالإنجليزية: Frank Sims)‏ هو صحفي رياضي أمريكي، ولد في 18 فبراير 1921، وتوفي في 23 يناير 2015.